# Осипенко Юрій Степанович
Ю́рій Степа́нович Осипе́нко — солдат, Державна прикордонна служба України,  капітан вільного козацтва.

## З життєпису
Доброволець, Київський козацький полк. 23 серпня 2014 року вчотирьох — з Орестом Дирівим, Андрієм Мойсеєнком, Станіславом Кохановським протистояли російському наступу на Новоазовськ. Усі четверо поранені, контужені.

## Нагороди
За особисту мужність і героїзм, виявлені у захисті державного суверенітету та територіальної цілісності України, вірність військовій присязі під час російсько-української війни
- нагороджений  орденом «За мужність» III ступеня (26.2.2015).